# Il sergente di fuoco
Il sergente di fuoco (Death Before Dishonor) è un film del 1987 diretto da Terry Leonard, con Fred Dryer.